# Omar Dahkoun
 (août 2018).
Si vous disposez d'ouvrages ou d'articles de référence ou si vous connaissez des sites web de qualité traitant du thème abordé ici, merci de compléter l'article en donnant les références utiles à sa vérifiabilité et en les liant à la section « Notes et références ».
Omar Dahkoun, personnage considéré comme cheville-ouvrière des réseaux révolutionnaires Ittihadis[réf. nécessaire], est un militant marocain, membre de l'UNFP et du Tanzim, ami de Fkih Basri et de Mohamed Bennouna, né en 1936 à Taliouine, au sud du Maroc.
Il émigre en 1964 en RFA, où il continue ses activités syndicales au sein de la communauté ouvrière marocaine. Après les événements de mars 1965 à Casablanca, Omar Dahkoun sera expulsé de la RFA, rejoint le Maroc et s’intègre dans l'organisation de la jeunesse du parti UNFP où il joua un rôle important.
Après la guerre des Six Jours en 1967, qui marque la défaite des Arabes contre Israël, il adhéra au rang de la résistance palestinienne, soutenant les fedayins palestiniens.
Omar Dahkoun est accusé de compter parmi les organisateurs des événements de mars 1973, notamment les évènements de Moulay Bouazza, bourgade du cercle de Khénifra, action perpétrée par le Tanzim, branche radicale de l'UNFP dans le but de mener une rébellion armée rurale puis urbaine. Cette révolution s'est soldée par un fiasco et se termine tragiquement par une répression massive de la population suspecte de soutenir les instigateurs du complot. Omar Dahkoun est exécuté à la suite de ces évènements le 1er novembre 1973 à Kénitra.
À noter le rôle de sa compagne de lutte Jmiâa Azghar, une militante ayant joué un rôle en tant qu'agent de liaison en 1973 entre Dahkoun et l'UNFP, victime des Années de plomb, considérée comme exemple de femme martyrisée, arrêtée en 1973 et condamnée à un an de prison en 1976.

## Voir Aussi
- Parti Annahj Addimocrati
- Tanzim